# Chuck Mosley
Charles Henry Mosley (Hollywood, California, 26 de diciembre de 1959-Cleveland, Ohio, 9 de noviembre de 2017), más conocido como Chuck Mosley, fue un cantante y compositor estadounidense. Fue miembro de la banda Faith No More en sus dos primeros álbumes, We Care a Lot e Introduce Yourself.

## Biografía
Mosley nació en Hollywood, California, en 1959, pero fue criado en South Central y Venice, ambos barrios de Los Ángeles. Se unió a Faith No More en 1985, reemplazando a Mike Morris como cantante. Chuck se despidió de la banda en 1988 por una serie de razones, incluidas las diferencias creativas con los miembros del grupo y los rumores de abuso de sustancias. 
En 1990, Mosley comenzó una temporada como cantante en la banda de hardcore punk Bad Brains. Actuó en cerca de sesenta espectáculos en los Estados Unidos y Europa antes de dejar la banda en enero de 1992. 
Mosley de inmediato pasó a formar una nueva banda, Cement. Lanzaron dos discos: Cement y Man with the Action Hair. Ambos discos fueron distribuidos por la compañía Dutch East India Trading (en Estados Unidos) y Rough Trade (en Europa). La banda estuvo de gira en ambos continentes para promocionar su música. Durante la primera semana de lo que iba a ser un año de larga gira del álbum Man with the Action Hair, el conductor de la banda se quedó dormido al volante, causando un accidente grave. Chuck pasó un año recuperándose de una espalda rota, el tour fue cancelado y el álbum fue posteriormente archivado. 
Mosley se mudó a Cleveland, Ohio, en marzo de 1996, donde se dedicó a escribir y compilar nuevo material musical mientras criaba a sus dos hijas, Sophie y Erica. A lo largo de su aparente interrupción en el plano musical, Chuck continuó siendo mencionado como una gran influencia de grupos importantes como Korn, Disturbed y Limp Bizkit, entre otros. Fue presentado en la revista Billboard, a pesar del hecho de que no había publicado un registro en varios años. 
Su grabación original de la canción de Faith No More "We Care a Lot" sigue siendo muy popular y vigente. Esta canción se ha destacado como tema para el programa de Discovery Channel Dirty Jobs, así como en películas como Grosse Pointe Blank y Bio-Dome. Conserva muchos fanáticos "de culto" que son muy leales, tanto en los Estados Unidos y el extranjero. 
Chuck se asoció con el productor e ingeniero Michael Seifert y firmaron un acuerdo de producción para un nuevo álbum de larga duración que fue producido en Ante Up Audio, un complejo de grabación privado en Cleveland, Ohio. El LP, Will Rap Over Hard Rock For Food, fue lanzado el 11 de agosto de 2009 bajo el sello Reversed Image Unlimited. El álbum cuenta con las participaciones de Jonathan Davis (Korn), John 5 (Marilyn Manson, Rob Zombie), Michael Cartellone (Lynyrd Skynyrd), y Leah Lou.
En 2010 Mosley se unió a la gira de Faith No More (The Second Coming Tour) en el Warfield en San Francisco para cantar varias canciones de los dos primeros álbumes de la banda.
Mosley fue encontrado muerto el 9 de noviembre de 2017 en su residencia en Cleveland. Tenía 57 años. Su familia dio una declaración que dice:

Después de un largo período de sobriedad, Charles Henry Mosley III perdió la vida el 9 de noviembre de 2017, debido a la enfermedad de la adicción. Compartimos la manera en que falleció, con la esperanza de que sirva como advertencia o como señal de alerta o advertencia para cualquier otra persona que lucha por estar sobrio. Le sobreviven su compañera de larga data, Pip Logan, dos hijas, Erica y Sophie, y su nieto Wolfgang Logan Mosley. La familia aceptará donaciones para gastos funerarios.

### Legado e influencias
Algunas de las influencias de Mosley incluyen a David Bowie, Iggy Pop, Roxy Music, Killing Joke, Motown, Michael Jackson y Black Sabbath. Su estilo de canto de rap rock ha sido citado como una influencia por los exitosos grupos de rap rock y nu metal Korn, Disturbed y Limp Bizkit. En cuanto al género del rap rock, Mosley declaró en 2017:

"Yo diría que soy el creador. Algunos discutirán y dirán los Chili Peppers, y les diré: "No, eso fue funk". Algunos dirán Beastie Boys, y yo diré: "No, estaban tocando punk rock, luego comenzaron a tocar beats, y luego comenzaron a tocar rock".

## Discografía

### Faith No More
- We Care a Lot (1985)
- Introduce Yourself (1987)

### Cement
- De cement (1993)
- Man with the Action Hair (1994)

### Chuck Mosley and VUA
- Will Rap Over Hard Rock for Food (2009)
- Demos for Sale (2016)

### Primitive Race
- Soul Pretender (2017)

### Invitado
- Indoria - "What I Feel" (cantante invitado) (2014)
- Indoria - "You'll Never Make The Six" (voz y guitarra) (2016)